# امیریه (خمین)
امیریه (خمین)، روستایی از توابع بخش مرکزی شهرستان خمین در استان مرکزی ایران است.

## جمعیت
این روستا در دهستان رستاق قرار دارد و براساس سرشماری مرکز آمار ایران در سال ۱۳۸۵، جمعیت آن ۳۸۷ نفر (۸۹خانوار) بوده‌است.

## مردم
مردم روستای امیریه لر زبان و از ایل بختیاری می باشند.